# منزل 12 (مسلسل)
منزل 12 هو مسلسل كويتي درامي, من إخراج مناف عبدال, عرُض في رمضان عام 2023.

## أحداث العمل
تمتلك منيرة حاسة غير عادية تجعلها ترى أشياء من العوالم الأخرى، فتساعد الناس بتلك الحاسة، إلى أن يتوفى ابنها الصغير صقر في حادث سيارة، فتنقلب حياتها رأسا على عقب وتقرر الابتعاد عن كل شيء، وتحيا حياة هادئة مع زوجها محمد، إلا أن ظهور جارتها نادية في حياتهما يبدل الأحوال إلى ما لا يحمد عقباه.

## الممثلون
- سعد الفرج بدور محمد
- فاطمة الحوسني بدور ضياء
- بثينة الرئيسي بدور نادية
- محمد العلوي بدور عبد الله
- نور الدليمي بدور منيرة
- أحمد العونان بدور سلطان
- عبد المحسن القفاص بدور خالد
- محمد الرمضان بدور احمد
- فتات سلطان بدور نجيبة
- نورة العميري بدور نوال
- طيف بدور بروين
- ليالي دهراب بدور هيا
- لما أمير بدور سلوى
- فاطمة البصيري بدور منيرة (في الماضي)
- أمل محمد بدور دينا
- شيماء سيف بدور أم حمدي
- أنوار السبيعي بدور حنان